# Kirchliches Verwaltungsamt (Evangelische Kirche Berlin-Brandenburg-schlesische Oberlausitz)
Das Kirchliche Verwaltungsamt (KVA) ist eine in der Grundordnung Artikel 64 der Evangelischen Kirche Berlin-Brandenburg-schlesische Oberlausitz definierte Einrichtung der Kirchenkreise.

## Aufgaben
Das KVA erledigt in Zusammenarbeit mit den Pfarrern und Gemeindekirchenräten der Gemeinden alle anfallenden Verwaltungsaufgaben. Darunter fallen insbesondere folgenden Tätigkeiten:
- Bearbeitung der Haushalts- und Kassenangelegenheiten sowie des kirchlichen Meldewesens
- Verwaltung von Liegenschaften und Personal-, Miet- sowie Pachtangelegenheiten der Kirchengemeinden
- Beratungsdienstleistungen in Wirtschafts- und Rechtsangelegenheiten der Kirchengemeinden

## Liste der Kirchlichen Verwaltungsämter
| Nr.    | Name                                                 | Sprengel/Moderamen                                                        | Kirchenkreis                                                                                 | URL                             |
| ------ | ---------------------------------------------------- | ------------------------------------------------------------------------- | -------------------------------------------------------------------------------------------- | ------------------------------- |
| 6.1.1  | Kreiskirchliches Verwaltungsamt Spandau              | Sprengel Berlin                                                           | Spandau                                                                                      |                                 |
| 6.1.2  | Kirchliches Verwaltungsamt Eberswalde                | Sprengel Potsdam und Evangelisch Reformierte Moderamen Berlin Brandenburg | Barnim, Oberes Havelland und Uckermark; Evangelisch Reformierte Moderamen Berlin Brandenburg |                                 |
| 6.1.3  | Kirchliches Verwaltungsamt Berlin Mitte-Nord         | Sprengel Berlin                                                           | Reinickendorf, Berlin Stadtmitte und Berlin Nord-Ost                                         | https://www.kva-bmn.de/         |
| 6.1.4  | Kirchliches Verwaltungsamt Berlin Mitte-West         | Sprengel Berlin                                                           | Charlottenburg-Wilmersdorf und Tempelhof-Schöneberg                                          | https://kva-bmw.de/             |
| 6.1.5  | Kirchliches Verwaltungsamt Berlin Süd-Ost            | Sprengel Berlin                                                           | Berlin Süd-Ost                                                                               |                                 |
| 6.1.6  | Kirchliches Verwaltungsamt Berlin Süd-West           | Sprengel Berlin                                                           | Steglitz und Teltow-Zehlendorf                                                               | https://www.kva-bsw.de/         |
| 6.1.7  | Kirchliches Verwaltungsamt Frankfurt (Oder)          | Sprengel Görlitz                                                          | Oderland-Spree                                                                               |                                 |
| 6.1.8  | Kirchliches Verwaltungsamt Lausitz                   | Sprengel Görlitz                                                          | Cottbus, Niederlausitz und Schlesische Oberlausitz                                           | https://kva-lausitz.de/         |
| 6.1.9  | Kirchliches Verwaltungsamt Potsdam-Brandenburg       | Sprengel Potsdam                                                          | Mittelmark-Brandenburg und Potsdam                                                           | https://www.kva-pb.de/          |
| 6.1.10 | Kirchliches Verwaltungsamt Prignitz-Havelland-Ruppin | Sprengel Potsdam                                                          | Falkensee, Nauen-Rathenow, Prignitz und Wittstock-Ruppin                                     | https://kva-kyritz.de/          |
| 6.1.11 | Kirchliches Verwaltungsamt Süd                       | Sprengel Berlin und Sprengel Görlitz                                      | Neukölln (Sprengel Berlin), Zossen-Fläming (Sprengel Görlitz)                                | https://www.kva-berlin-sued.de/ |